# Pterophorus acarnella
Pterophorus acarnella är en fjärilsart som beskrevs av Walsingham 1898. Pterophorus acarnella ingår i släktet Pterophorus och familjen fjädermott. Inga underarter finns listade i Catalogue of Life.